# Breakdown (2016)
Breakdown é um filme britânico, do gênero suspense, escrito e dirigido por Jonnie Malachi com produção de Luke Fairbrass. Lançado em 2016, foi protagonizado por Craig Fairbrass, James Cosmo e Bruce Payne. Também contou com Bethan Wright.